# François Chaumette
François Chaumette (* 8. September 1923 in Paris; † 27. Februar 1996 ebenda) war ein französischer Theater-, Film und Fernsehschauspieler.

## Leben
Chaumette, Bruder der Schauspielerin Monique Chaumette, war zwischen 1960 und 1987 ständiges Mitglied der Comédie-Française. Nach seinem Ausscheiden wurde er zu ihrem Ehrenmitglied ernannt. Neben seiner Tätigkeit als Theaterschauspieler stand er auch in zahlreichen Kino- und Fernsehfilmen vor der Kamera. Sein Debüt feierte er dabei 1942 in "Der Teufel gibt sich die Ehre".
Verheiratet war er mit Paloma Matta.

## Filmografie
- 1942: Der Teufel gibt sich die Ehre (Les visiteurs du soir)
- 1946: Schéma d'une
- 1952: Der Weg nach Damaskus (Le chemin de Damas)
- 1952: Rayés des vivants
- 1956: Sainte Jeanne (TV)
- 1957: En votre âme et conscience
- 1957: Luzifers Tochter (Retour de manivelle)
- 1957: Les Œufs de l'autruche
- 1957: Énigmes de l'histoire
- 1957: Dem Satan ins Gesicht gespuckt (Le feu aux poudres)
- 1957: Therese Etienne (Thérèse Étienne)
- 1958, 1995: Die Fälle des Monsieur Cabrol (Les cinq dernières minutes) (TV-Serie, zwei Folgen)
- 1958–1966: La caméra explore le temps (TV-Serie, sechs Folgen)
- 1958: Christine
- 1958: Das Geheimnis der Dame in Weiß (Le désordre et la nuit)
- 1959: Wollen Sie mit mir tanzen? (Voulez-vous danser avec moi?)
- 1959: La verte moisson
- 1959: Ritter der Nacht (Le bossu)
- 1959: Gaslight (TV)
- 1959: Wiesenstraße Nr. 10 (Rue des Prairies)
- 1959: Le malade imaginaire
- 1959: Britannicus
- 1959: La nuit de Tom Brown
- 1959: Das Raubtier rechnet ab (Le fauve est lâché)
- 1959: La marquise d'O
- 1959: Images pour Baudelaire
- 1961: Les mystères de Paris (TV)
- 1961: La petite Dorrit (TV)
- 1961: Nicht schießen, Liebling, küssen! (Cause toujours, mon lapin)
- 1961: Les perses (TV)
- 1962: La nuit des rois (TV)
- 1963: Le chevalier de Maison Rouge (TV)
- 1963: L'inspecteur Leclerc enquête (TV)
- 1964: Woyzeck
- 1964–1968: Le théâtre de la jeunesse
- 1965: Le monde est petit
- 1965: Belphégor oder das Geheimnis des Louvre (Belphégor ou le Fantôme du Louvre)
- 1965: Le roi Lear
- 1966: Illusions perdues
- 1966: Liebe zu dritt (Galia)
- 1967: Antoine et Cléopâtre
- 1968: Caroline Chérie (Schön wie die Sünde) (Caroline Chérie)
- 1969: Z
- 1970: La femme en blanc
- 1970: D’Artagnan
- 1971: Es geschah übermorgen
- 1971: Le soldat et la sorcière
- 1971: La possédée
- 1972: Le grillon du foyer
- 1972: Électre
- 1972: Le bunker
- 1972: La tragédie de Vérone
- 1972: Schulmeister, espion de l'empereur
- 1973: Antigone
- 1973: Der Erbe (L'héritier)
- 1974: Président Faust
- 1975: Splendeurs et misères des courtisanes
- 1975: Trente ans ou La vie d'un joueur
- 1975: Ondine
- 1976: Destinée de Monsieur de Rochambeau
- 1976: La vérité tient à un fil
- 1977: Der Fall Serrano (Mort d'un pourri)
- 1978: On ne badine pas avec l'amour
- 1978: Le roi se meurt
- 1978: Émile Zola ou La conscience humaine
- 1978: Mamma Rosa ou La farce du destin
- 1980: La folle de Chaillot
- 1980: Les visiteurs
- 1980: L'embrumé
- 1981: Ein kleines Paradies (Un petit paradis)
- 1981: Les plaisirs de l'île enchantée
- 1981: Créanciers
- 1982: Der Morgen der Rache (Un matin rouge)
- 1982: Herrscher der Zeit (Les maîtres du temps)
- 1982: La saisie
- 1983: Die schöne Gefangene (La belle captive)
- 1984: Les maîtres du soleil
- 1987: Marie Pervenche
- 1988: Einige Tage mit mir (Quelques jours avec moi)
- 1988: La source
- 1989: Mary de Cork
- 1989: Meine Nächte sind schöner als deine Tage (Mes nuits sont plus belles que vos jours)
- 1989: Les jurés de l'ombre
- 1990: Paparoff
- 1991: Un privé au soleil
- 1991: Screen Two
- 1991: Dans l'ombre du passé
- 1993: Tödliche Dosis (Dose mortelle)
- 1994: Madame le proviseur
- 1994: Parano
- 1996: Tötet meine Tochter nicht! (Lifeline) (TV)
- 1996: La nouvelle tribu